# Synagoge (Wallerfangen)

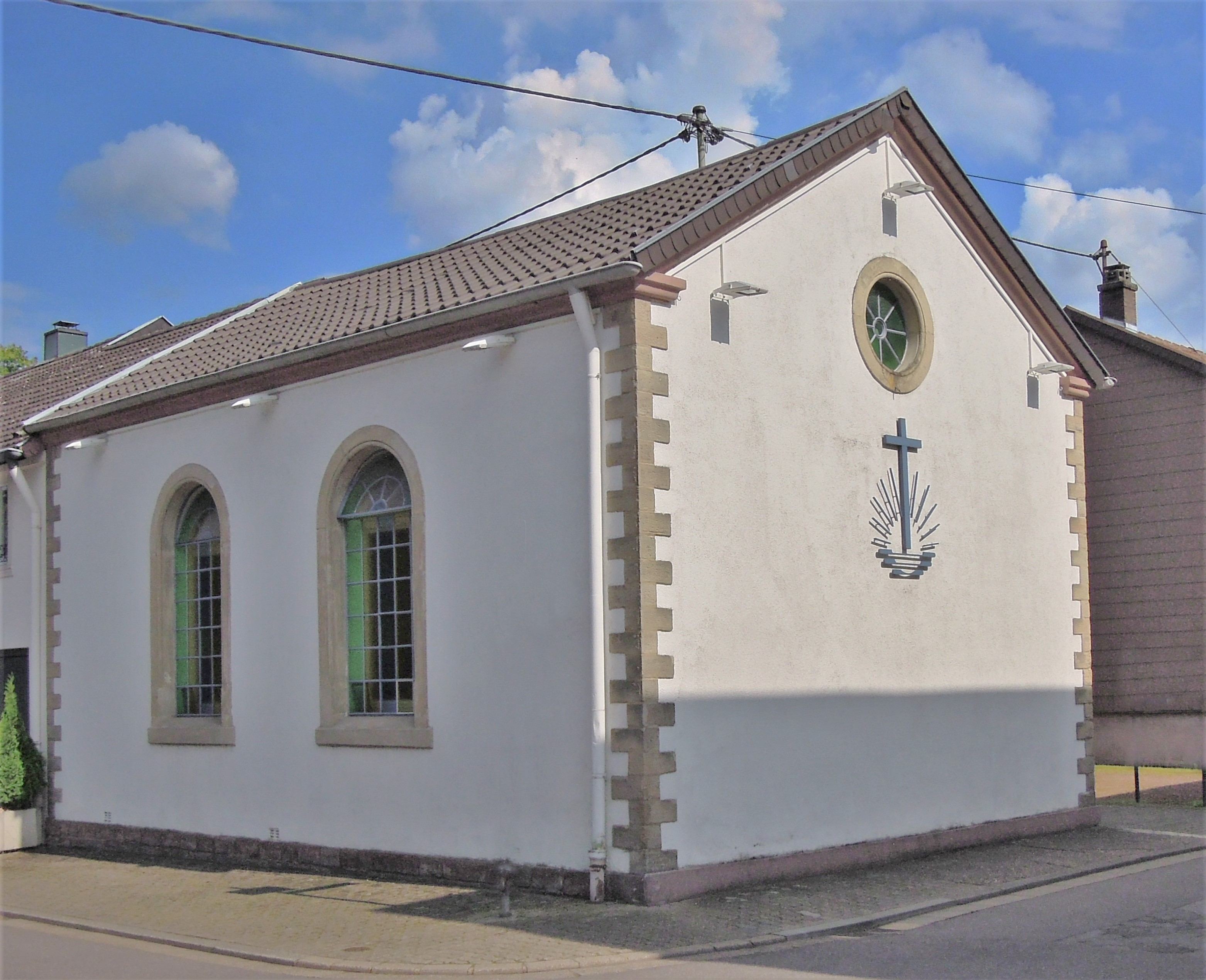
Synagoge in Wallerfangen

Die Synagoge in Wallerfangen, einer Gemeinde im Landkreis Saarlouis im Saarland, wurde 1892/93 errichtet. Das Gebäude der ehemaligen Synagoge an der Gartenstraße 2 ist seit 1990 ein geschütztes Baudenkmal.  

## Geschichte
Eine Synagoge in Wallerfangen bestand 1817 bereits „seit längerer Zeit“. 1838 entstand ein neues Gebäude. Dieses wurde 1890 von der Porzellanfabrik Villeroy & Boch gekauft, um das Firmengelände zu erweitern. Als Ersatz ließ Villeroy & Boch 1892 ein neues Synagogengebäude errichten, das am 24./25. Februar 1893 mit großer Festlichkeit und unter aktiver Teilnahme der Wallerfanger Christen eingeweiht wurde.
Die Synagoge Wallerfangen wurde bereits vor 1935 aufgegeben und zunächst als Lagerhaus genutzt.
Die Neuapostolische Kirche pachtete 1950 das Synagogengebäude und kaufte es nach 1956 der Synagogengemeinde Saar ab. Das nunmehrige Kirchengebäude wurde zuletzt 2004 renoviert.

## Architektur
Der kleine Saalbau mit einem flachen Satteldach hatte auf der Ostseite eine kleine Apsis, in der sich der Toraschrein befand. Die Längsseite besitzt zwei Achsen mit Rundbogenfenstern. Der ursprüngliche Eingang lag auf der Giebelseite unter einem Rundbogenfenster. Der Eingang wurde verlegt, aber das Fenster blieb erhalten. Der Putzbau ist mit Eckquadern geschmückt.